# Paul Shabangu
Paul Shabangu (ur. ok. 1943) – polityk z Eswatini, tymczasowy premier od 29 września do 26 listopada 2003 roku.
Przez 25 lat był prywatnym sekretarzem króla Mswatiego III, pracował także w policji. Władzę przejął przed wyborami parlamentarnymi z rąk Barnabasa Sibusiso Dlaminiego, po czym po sformowaniu nowego gabinetu przekazał ją Absalompwo Themby Dlaminiemu. Przez większość czasu sprawowania urzędu przebywał w pokoju hotelowym w Tokio, skąd kierował pracami rządu. Później sprawował funkcję wicepremiera. Pełnił także funkcję szefa rady rozpatrującej wnioski o obywatelstwo, która jednak pod jego rządami faktycznie się nie zbierała, w związku z czym musiała zwrócić dotacje.